# Axel Wikberg
Jonas Axel Wikberg, född 16 juni 1918 i Multrå församling, Västernorrlands län, död 19 januari 2005 i Gåxsjö församling, Jämtlands län, var en svensk hemmansägare och politiker (centerpartist).
Wikberg var ledamot av riksdagens första kammare från 1965, invald i Västernorrlands läns och Jämtlands läns valkrets.